# Zoran Ban
Zoran Ban (Rijeka, 27. svibnja 1973.) je hrvatski umirovljeni nogometaš.
Karijeru je započeo 1990. u NK Rijeci. Godine 1993. prešao je u talijanski Juventus , ali nije postao standardni igrač torinskog kluba. 
Ban je igrao u inozemstvu za Belenenses, Boavistu, Pescaru, Excelsior Mouscron, K.R.C. Genk, R.A.E.C. Mons i Foggiu. Za Excelsior Mouscron je odigrao ukupno 65 utakmica i postigao je 30 golova.
Pobjednik je belgijskog kupa 1999. godine s ekipom KRC Genka.